# Les Contenances de la table

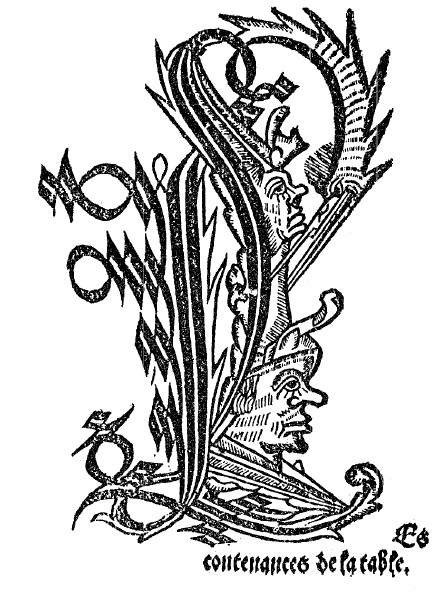
Lettrine initiale L, estampe sur bois, Les Contenances de la table, Lyon (France), vers 1500, ff 2.

Les Contenances de la table est un livre français du XVe siècle sur les bonnes manières à table.

## Origine et publications
Il s'agit d'un ouvrage plusieurs fois imprimé au XVe siècle, et au début du XVIe. C'est une brochure sur les directives de conduite et manières de se tenir à table pour les enfants, écrite en vers pour une mémorisation plus facile dans la meilleure tradition médiévale. Il s'agit d'un prospectus, ce qui expliquerait son extrême rareté aujourd'hui. Ce texte va connaître plusieurs éditions imprimées par Pierre Mareschal et Barnabé Chaussard, à Lyon (dont une vers 1503).
Une édition en fac-similé, limitée à 35 copies — imprimé sur vélin —, a été publiée par Bulmer et Co. pour le Roxburghe Club en 1816. Un autre fac-similé, limité à 20 copies, a été publié à Paris par Adam Piliński, vers 1850, mais n'a pas été commercialisé. Raymond Oliver détenait un de ces exemplaires.

## Ouvrage destiné aux enfants
Publié quelques décennies après l'invention de l'imprimerie, cet ouvrage en français est une sorte de traité sur les manières de se tenir à table : un livre de civilité adressé aux enfants, quelle que soit leur condition. Il a été annoncé que c'est le premier livre imprimé (à part Les Grammaires latines élémentaires) pour être lu spécifiquement par les enfants.
L'auteur reste inconnu et offre ses conseils sous la forme de quatrains, chacun commençant par « Enfant… ». Il s'agit de courtes pièces en vers qui énoncent les règles de la bonne tenue à table (c'est un thème de composition très répandu à la fin du Moyen Âge) et qui, de ce fait, contiennent de précieux renseignements sur la vie privée de ce temps.

## Contenu
S'inspirant de poèmes latins médiévaux comme le Liber Faceti, De curialitatibus in mensa conservandis, le Modus cenandi, ces textes sont au nombre de trois :
- le premier, de soixante vers octosyllabiques, composé à la fin du XIIIe siècle, recommande en particulier de penser aux pauvres, de s'essuyer les lèvres avant de boire (il n'y a souvent qu'un verre pour toute la table), de ne pas tremper son morceau de viande dans la salière, de se laver les mains après le repas (la fourchette est encore inconnue) ;
- le deuxième, de quarante-sept distiques, dérive du précédent (il mentionne la serviette) ;
- le troisième, écrit au XVe siècle, comporte trente-sept quatrains que suit une ballade ; il emprunte beaucoup au deuxième poème, qu'il dilue et développe[2].

L'auteur donne ce style de conseils :
Enfant se tu bois de fort vin

Met y de leave attrempeement

Et nen boy que suffisamment

Ou il te troublera lengin
Ou encore :
Enfant se tu es ung yvroigne

Par trop boire il est deshonneste

Et si en as mal a la teste

Et puis apres honte et vergoigne